# Форуги, Джавад
Джавад Форуги (перс. جواد فروغی‎; род. 11 сентября 1979, Дехлоран) — иранский стрелок, родился в Дехлоране. Олимпийский чемпион на летних Олимпийских играх 2020 в Токио.
24 июля 2021 года Форуги участвовал в соревнованиях по стрельбе из 10-метрового пневматического пистолета на Олимпийских играх, вышел в финал, заняв 5-е место с результатом 580 очков. В финале начал лидировать на первом этапе соревнований, набрав 101,0 очко, немного обгоняя шедшего на втором месте китайского стрелка Пан Вэя с 99,7 очками. На 2-м этапе соревнований Форуги продолжал оставаться лидером на протяжении всех стрелковых сессий, финишировал первым и выиграл золото, опередив серебряного призёра серба Дамира Микеца. Форуги набрал 244,8 балла и установил новый олимпийский рекорд.
Его медаль стала первой медалью Ирана в стрельбе в истории Олимпийских игр. В возрасте 41 года Форуги стал старейшим медалистом в истории иранской олимпийской сборной, обойдя Махмуда Намджу который выиграл бронзовую медаль в возрасте 38 лет в Мельбурне в 1956 году.
Форуги работает врачом в Корпусе стражей исламской революции (КСИР), служил в Сирии в 2012—2013 годах в составе медицинской службы Корпуса.